# Gran Premio de Fráncfort 2022
La 60.ª edición de la clásica ciclista Gran Premio de Fráncfort (nombre oficial en alemán: Eschborn-Frankfurt der Radklassiker) fue una carrera en Alemania que se celebró el 1 de mayo de 2022 con inicio en la ciudad de Eschborn y final en la ciudad de Fráncfort del Meno sobre un recorrido de 185 kilómetros.
La carrera formó parte del UCI WorldTour 2022, calendario ciclístico de máximo nivel mundial, siendo la decimonovena competición del calendario de máxima categoría mundial y fue ganada por el irlandés Sam Bennett del Bora-Hansgrohe. Completaron el podio, como segundo y tercer clasificado respectivamente, el colombiano Fernando Gaviria del UAE Emirates y el noruego Alexander Kristoff del Intermarché-Wanty-Gobert Matériaux.

## Recorrido
El recorrido fue un poco similar a la edición anterior con salida en la ciudad de Eschborn y llegada en la ciudad de Fráncfort del Meno sobre un recorrido de 185 kilómetros, donde sé incluyó el paso por 10 cotas y más de 3222 metros de desnivel acumulado.

## Equipos participantes
Tomaron parte en la carrera 19 equipos: 11 de categoría UCI WorldTeam y 8 de categoría UCI ProTeam. Formaron así un pelotón de 131 ciclistas de los que acabaron 115. Los equipos participantes fueron:
| WorldTeams (11)- AG2R Citroën Team - Bahrain Victorious - Bora-Hansgrohe - Cofidis - EF Education-EasyPost - Intermarché-Wanty-Gobert Matériaux - Israel-Premier Tech - Lotto-Soudal - Team DSM - Trek-Segafredo - UAE Team Emirates ProTeams (8)- Alpecin-Fenix - Arkéa-Samsic - B&B Hotels-KTM - Bingoal Pauwels Sauces WB - Burgos-BH - Sport Vlaanderen-Baloise - TotalEnergies - Uno-X Pro Cycling Team |
| |

## Clasificación final
- La clasificación finalizó de la siguiente forma:[4]

### Clasificación general
| \| Clasificación general \| Clasificación general \| Clasificación general \| Clasificación general \| Clasificación general \| \| Ciclista \| Ciclista \| Equipo \| Tiempo \| \| \| --------------------- \| --------------------- \| ---------------------------------- \| --------------------- \| --------------------- \| \| 1.º \| Sam Bennett \| Bora-Hansgrohe \| 4 h 27 min 52 s \| \| \| 2.º \| Fernando Gaviria \| UAE Team Emirates \| + 0 s \| \| \| 3.º \| Alexander Kristoff \| Intermarché-Wanty-Gobert Matériaux \| + 0 s \| \| \| 4.º \| Phil Bauhaus \| Bahrain Victorious \| + 0 s \| \| \| 5.º \| Danny van Poppel \| Bora-Hansgrohe \| + 0 s \| \| \| 6.º \| Edward Theuns \| Trek-Segafredo \| + 0 s \| \| \| 7.º \| Arnaud De Lie \| Lotto-Soudal \| + 0 s \| \| \| 8.º \| Simone Consonni \| Cofidis \| + 0 s \| \| \| 9.º \| Piet Allegaert \| Cofidis \| + 0 s \| \| \| 10.º \| Lorrenzo Manzin \| TotalEnergies \| + 0 s \| \| |                    |                                    |                 |
| |                    |                                    |                 |
| Fuentes: ProCyclingStats Cycling Quotient Cycling Archives |                    |                                    |                 |
| Clasificación general |                    |                                    |                 |
| Ciclista | Ciclista           | Equipo                             | Tiempo          |
| 1.º | Sam Bennett        | Bora-Hansgrohe                     | 4 h 27 min 52 s |
| 2.º | Fernando Gaviria   | UAE Team Emirates                  | + 0 s           |
| 3.º | Alexander Kristoff | Intermarché-Wanty-Gobert Matériaux | + 0 s           |
| 4.º | Phil Bauhaus       | Bahrain Victorious                 | + 0 s           |
| 5.º | Danny van Poppel   | Bora-Hansgrohe                     | + 0 s           |
| 6.º | Edward Theuns      | Trek-Segafredo                     | + 0 s           |
| 7.º | Arnaud De Lie      | Lotto-Soudal                       | + 0 s           |
| 8.º | Simone Consonni    | Cofidis                            | + 0 s           |
| 9.º | Piet Allegaert     | Cofidis                            | + 0 s           |
| 10.º | Lorrenzo Manzin    | TotalEnergies                      | + 0 s           |

## UCI World Ranking
El Gran Premio de Fráncfort otorgó puntos para el UCI World Ranking para corredores de los equipos en las categorías UCI WorldTeam, UCI ProTeam y Continental. Las siguientes tablas son el baremo de puntuación y los diez corredores que obtuvieron más puntos:
| Posición   | 1.º | 2.º | 3.º | 4.º | 5.º | 6.º | 7.º | 8.º | 9.º | 10.º | 11.º | 12.º | 13.º | 14.º | 15.º-20.º | 21.º-30.º | 31.º-50.º | 51.º-55.º | 56.º-60.º |
| Puntuación | 300 | 250 | 215 | 175 | 120 | 115 | 95  | 75  | 60  | 50   | 40   | 35   | 30   | 25   | 20        | 12        | 5         | 2         | 1         |

| Clasificación |                    |                                    |        |
| Ciclista      | Ciclista           | Equipo                             | Puntos |
| ------------- | ------------------ | ---------------------------------- | ------ |
| 1.º           | Sam Bennett        | Bora-Hansgrohe                     | 300    |
| 2.º           | Fernando Gaviria   | UAE Emirates                       | 250    |
| 3.º           | Alexander Kristoff | Intermarché-Wanty-Gobert Matériaux | 215    |
| 4.º           | Phil Bauhaus       | Bahrain Victorious                 | 175    |
| 5.º           | Danny van Poppel   | Bora-Hansgrohe                     | 120    |
| 6.º           | Edward Theuns      | Trek-Segafredo                     | 115    |
| 7.º           | Arnaud De Lie      | Lotto Soudal                       | 95     |
| 8.º           | Simone Consonni    | Cofidis                            | 75     |
| 9.º           | Piet Allegaert     | Cofidis                            | 60     |
| 10.º          | Lorrenzo Manzin    | TotalEnergies                      | 50     |